# Tito Labieno
Tito Labieno (in latino Titus Labienus; Cingoli, 100 a.C. circa – Munda, 17 marzo 45 a.C.) è stato un generale romano, tribuno della plebe e comandante di cavalleria, luogotenente di Gaio Giulio Cesare in Gallia.

## Biografia
La famiglia di Labieno proveniva dalla borghesia locale e dalla classe degli equites, mentre Tito Labieno passerà successivamente al ceto senatorio. Tito Labieno, padre di Quinto, poté forse avere l'occasione di conoscere e combattere insieme a Giulio Cesare, nel 78 a.C., nella campagna navale di Publio Servilio Vatia Isaurico (proconsole in Cilicia dal 78 al 75) contro i pirati cilici. Questa ipotesi, per quanto possibile, non è certa in quanto Cesare “prestò servizio anche in Cilicia, agli ordini di Servilio Isaurico, ma per poco tempo”.
Labieno, che era un giovane eques, potrebbe aver ricoperto diverse cariche nell'esercito di Servilio, tra cui una probabile è quella di tribuno militare angusticlavius (tribuno militare di origine non senatoria). Il giovane Tito Labieno può essere considerato un “homo militaris” ovvero un “homo novus” che tenta la scalata sociale attraverso le proprie capacità di soldato, così come un “homus novus” come Cicerone aveva percorso il suo cursus honorum partenendo dalle sue capacità oratorie e dall’attività di avvocato. Il Mommsen, che giudica Labieno una di quelle nature che al talento militare associano “la più crassa ignoranza politica”, ipotizza anche una condivisione con Cesare da parte di Tito Labieno delle “tribolazioni” dell’epoca catilinaria.
Dopo aver rivestito la carica di tribuno della plebe nel 63 a.C.; con la pretesa di vendicare la morte dello zio Quinto e di Saturnino, accusò Gaio Rabirio di perduellio. La ragione vera di questa presa di posizione era quella di favorire Gaio Giulio Cesare. Rabirio in questo processo fu difeso da Cicerone che poi pubblicò l’orazione Pro Rabirio da cui si possono trarre le prime notizie sulla vita di Tito Labieno. Fu molto probabilmente su suggerimento di Cesare, ansioso di dimostrare la propria riconoscenza verso Pompeo, che Labieno e il suo collega Tito Ampio Balbo proposero di riservare onori (abbigliamenti trionfali durante i ludi circensi e le rappresentazioni teatrali) a Pompeo. In base a ad un plebiscito di Labieno fu ripristinata la Lex Domitia, restituendo così ai comizi il diritto di eleggere il pontifex maximus, e per Cesare fu facile farsi eleggere ed ottenere la dignità di pontefice massimo quello stesso anno.
Nel 59 a.C. fu pretore, durante il consolato di Cesare. Questa ipotesi, non documentata, si desume dal fatto che Cesare successivamente nominò Labieno pro praetore in Gallia e, poiché il propretore, durante la Repubblica, è un pretore che, esercitata per un anno questa carica, era destinato al comando di un esercito o di una provincia, necessariamente avrebbe dovuto essere stato pretore in precedenza
Labieno fu legato di Giulio Cesare in Gallia e seppe mostrare le sue doti di abile comandante durante i sette anni della campagna gallica; riportò importanti vittorie contro le popolazioni dei Tigurini (58 a.C.), dei Belgi, degli Atrebati, dei Morini, dei Treveri (54 a.C.) in più di un'occasione, dei Belgi (53 a.C.); si dimostrò particolarmente abile nel sedare una rivolta scoppiata nella regione di Lutezia nel 52 a.C. Cesare riponeva in lui grande fiducia e regolarmente gli lasciava il comando ogni qualvolta doveva assentarsi dalla Gallia. Da alcuni episodi narrati nel De Bello Gallico si possono dedurre due caratteristiche militari di Tito Labieno militare: una certa propensione allo stratagemma (come quando fece diffondere la falsa notizia che avrebbe ordinato lo sgombero del campo, di modo che questa voce fosse riportata ai treviri, nella finta ritirata in occasione dello scontro contro i parisi e l’uccisione del loro capo Camulogeno, nel tentativo di far sopprimere da Gaio Voluseno Quadrato il capo artebate Commio durante un colloquio e il sapiente utilizzo della cavalleria, come nel caso del loro intervento risolutivo contro il treviro Induziomaro.
È probabile che in Gallia Labieno abbia accumulato grandi ricchezze e che con parte di queste abbia provveduto ai lavori in Cingoli (Curia, Magistratura e il Municipio). Nel 51 a.C. Cesare gli affidò il governo della Gallia Cisalpina, in qualità di propretore e Mommsen ipotizza che in questo stesso periodo Cesare volesse promuovere al tempo stesso Labieno nella sua candidatura per il consolato.

### Il “passaggio” alla parte repubblicana
Prima che Cesare attraversasse il Rubicone, Labieno abbandonò Cesare e si unì a Pompeo portando con sé numerosi cavalieri gallici e germanici. Pompeo lo ricompensò nominandolo comandante della cavalleria. Racconta Plutarco che “persino Labieno, che di Cesare era stato amico tra i più intimi e luogotenente, che aveva lottato al suo fianco con grande ardore durante tutte le guerre in Gallia, ora lo abbandonò e raggiunse Pompeo. Ciò nonostante Cesare gli fece avere i suoi denari e il baglio”. La notizia del passaggio di Labieno dalla parte del senato e di Pompeo è stata data da Pompeo nella seduta del senato del 17 gennaio 49 a.c. (Cicerone, Ad Atticum, VII,11,1). L’effetto fu sopravvalutato: parve l’inizio del disfacimento delle forze cesariane, e lo stesso Labieno rivelò non solo i piani, ma anche i punti deboli di Cesare. Dello stretto legame e della sorpresa dovuta al passaggio di Tito Labieno alla fazione senatoria, si trova traccia in Plutarco.

### Le interpretazioni
Circa i motivi sul passaggio di Labieno, uomo di Cesare, alla parte repubblicana sotto gli ordini di Pompeo, sono state elaborate numerose spiegazioni:
- motivazioni personali, anche psicologiche, conseguenza delle dinamiche leader- comprimario (insoddisfazione circa i riconoscimenti, percezione di un distacco da parte del leader a favore di nuovi personaggi emergenti come Marco Antonio), nuove prospettive di carriera nella parte repubblicana;
- motivi ideologici, ovvero la fedeltà non ad una parte, al capo carismatico e dell’esercito, ma all’ideale repubblicano;
- motivi clientelari, sulla base dell’ipotesi che Labieno e la sua famiglia facessero parte delle clientele picene di Pompeo.

#### Dinamiche leader - comprimario
Le motivazioni psicologiche e personali si basano soprattutto su di un passo di Cassio Dione in cui si afferma che, arricchitosi con le guerre galliche, Labieno si stesse comportando oltre le sue prerogative perdendo così il favore di Cesare. Cambiamento di atteggiamento che potrebbe essere in parte suffragato dalla lettura di alcuni passi del De Bello Gallico nel quale, se è vero che, dopo Cesare stesso, Tito Labieno è il personaggio più citato, si può però anche notare che alcuni suoi successi sono ottenuti “in nome” di Cesare e che Cesare lo indica come uomo fortunato, anche se, in quest’ultimo caso, non necessariamente si deve interpretare nel senso di una definizione volta a diminuirne le capacità, se si pensa, ad esempio, al "favore degli dei" concesso agli uomini di virtù (la fortuna di Silla) e la stessa fortuna di Cesare. Tyrrell, ritiene di trovare nel De Bello Gallico indicazioni di un continuo mutamento del rapporto di fiducia di Cesare nei confronti di Tito Labieno in quanto, da comandante di legioni, a volte viene relegato al ruolo di semplice comandante di cavalleria con missioni quasi di complemento, quali quella di intercettare una irruzione germanica.
Sempre nel De bello Gallico, ma nel libro VIII, attribuito a Irzio, proprio nella parte antecedente a quella in cui si comunica l’incarico a Labieno di curare gli interessi romani in Gallia, l'autore mette in evidenzia l’attività di Cesare in favore dell'elezione di Marco Antonio come augure. Mommsen nota infatti una certa tendenza di Cesare ad utilizzare i collaboratori come semplici subordinati e quindi a seconda delle esigenze e delle valutazioni contingenti. Conseguentemente, sempre il Mommsen ipotizza che, credendosi Labieno secondo comandante della democrazia e non essendo riconosciuta questa pretesa, abbia cambiato campo.
Coerentemente a questa possibile natura "opportunista" di Cesare, andando avanti nel tempo rispetto ai fatti di cui si sta trattando, dopo il periodo di potere di Marco Antonio a Roma e i relativi fatti di quel periodo che non dovettero piacere a Cesare (48-47 a.C.), costui non gli rinnovò l’incarico a “magister equitum”, seconda carica dopo quella di dittatore, ma incaricò Lepido. Infine, vale notare che, per quanto Marco Antonio nel discorso tenuto in occasione dei funerali di Cesare raccontato da Dione Cassio si sia indicato come “l’erede [politico] designato”, è tuttavia noto che nel terzo e ultimo testamento venne nominato erede il suo congiunto Ottaviano, mentre nel primo testamento era indicato suo genero Pompeo. A chiusura di questo ragionamento vale indicare che secondo Canfora anche nel secondo sarebbe stato indicato un parente, suo cugino Sesto Giulio Cesare che poi morì durante una sedizione delle legioni in Siria. Il tutto a conferma che per Cesare valevano i legami famigliari più di quelli camerateschi o di fazione.

#### Il bene della patria/l’adesione agli ideali repubblicani
L’adesione agli ideali repubblicani deriva dalla lettera di Cicerone ad Attico nella quale l’oratore elogia Labieno come un eroe per essere passato alla parte repubblicana. Aderente ad una visione di un Labieno campione della causa repubblicana Tyrrel evidenzia come possa essere più naturale aderire alla causa repubblicana piuttosto che alla sedizione di un proconsole. Altri storici, quali Brunt, fanno notare che sono ancora presenti nella cultura di fine repubblica quegli ideali di interesse, di tutela dello stato e “un primato quindi dei “diritti dello stato” rappresentati dagli esempi civici che si ritrovano negli episodi di Orazio Coclite, Muzio Scevola, Attilio Regolo, ecc… e che ancora Cicerone all’epoca che l’interesse dello stato fosse da preferire all’amicizia.

#### Vincoli di amicizia/legami clientelari
Il riferimento invece all’appartenenza di Labieno alla clientela di Pompeo trova fondamento in una interpretazione di Syme che associa le origini picene di Labieno alle clientele di Gneo Pompeo Strabone nella zona e sulla possibilità che le leggi promosse da Labieno in favore di Pompeo Magno fossero dovute a contatti con agenti di Pompeo se non con Pompeo stesso. Si tratterebbe quindi di un vincolo di “amicizia” di lunga data che legherebbe Labieno a Pompeo, dove per amicizia si deve intendere quel valore che “presiede al funzionamento della vita pubblica romana”, creando legami, anche famigliari e quindi ereditari e sarebbe il fulcro dei raggruppamenti poilitici. 
Un esempio di questo tipo di rapporto clientelare lo si può trovare nell’episodio, precedente questi fatti e raccontato da Sallustio nelle Guerra giugurtina, LXIV, nel quale si racconta che Mario, ascrivibile alla clientela dei Metelli, chiese una licenza per potersi recare a Roma al fine di concorrere al consolato e che Q. Cecilio Metello, a capo della spedizione militare contro Giugurta, dopo averlo sconsigliato di voler salire al di sopra della sua posizione, lo avesse invitato ad aspettare la candidatura assieme a quella di suo figlio, all’epoca ventenne, conseguentemente circa altri vent’anni.
Anche le leggi tribunizie poste in essere da Labieno a favore degli abbigliamenti trionfali di Pompeo vengono prese in considerazione da R. Syme per supportare la sua tesi secondo cui Labieno aveva vincoli di clientela e lealtà con Pompeo fin dagli inizi della sua carriera politica.
L. Canfora afferma che Labieno fosse un “infiltrato” ai vertici dello stato maggiore di Cesare fin dall’inizio della sua azione politica.
L’appartenenza di Labieno alla clientela di Pompeo, però, non da tutti viene ritenuta sicura sia perché non risultante esplicitamente da fonti dell’epoca sia perché il luogo più probabile delle clientele pompeiane è Auximum (Osimo).
Brunt, inoltre, mette in discussione la stessa idea che le clientele in Roma nel periodo della tarda repubblica potessero essere così nette e vincolanti come l’interpretazione di Syme farebbe presumere e questo, sia per il fatto che le più importanti famiglie romane erano tutte imparentate tra di loro per il tramite di vincoli matrimoniali, sia perché nelle guerre civili alcune famiglie si divisero” per seguire il bene comune piuttosto che la “politica spicciola”.

### Inimicizia
In ogni caso, Labieno, dopo il passaggio alla parte repubblicana, manifesta il caratteristico comportamento del traditore che cerca di convincere i nuovi compagni a prestargli fiducia con l’adesione più fanatica alla causa. In questo senso la strenua opposizione di Labieno alle trattative di pace affidate da Cesare a Vibulo Rufo Cesare e l’eccidio di prigionieri Cesariani. 
Si può anche pensare che tale comportamento non sia soltanto dovuto alla necessità del transfuga che si deve far accettare dai nuovi compagni, ma, considerato unitamente al comportamento di Cesare che non riserva a Labieno la “clementia caesaris” riservata ad altri oppositori, possa essere considerata un esempio di ”inimicizia”, la “controprova” del meccanismo dell’amicizia. Si era generato, a seguito del passaggio alla parte senatoria, un insanabile vincolo di “inimicizia” che si concluderà con la consegna della testa di Labieno a Cesare dopo la battaglia di Munda.
Eco negativa di questo passaggio di campo da parte di Labieno si ha ancora anni dopo in Lucano, che, nonostante l’apprezzamento dell’autore per la parte repubblicana, in particolare di Catone, scrive “Labieno, prode in armi casaree, ora transfuga vile, s’aggira per terre e per mari con il nuovo capo”.

### Dopo Farsalo
Premesso che prima della battaglia di Farsalo Labieno si contraddistinse anche per aver cercato di convincere Pompeo ad accettare battaglia adducendo che l’esercito di Cesare non era più quello di una volta e eccitando gli animi; successivamente, durante la battaglia il comportamento della cavalleria comandata da Labieno fu probabilmente uno dei fatti determinanti ai fini della sconfitta della parte pompeiana, come riportato da Lucano quando racconta che “Appena un corsiero, trapassato il petto da un dardo, calpestò il corpo del cavaliere disarcionato a capofitto, tutti i cavalieri [comandati da Labieno] si ritrassero dal campo, e, nube compatta si rovesciarono, volte le briglie, sulle loro stesse schiere”; infine dopo la sconfitta dei pompeiani a Farsalo, Labieno fuggì a Dyrrhachium, dove trovò Cicerone e lo informò della disfatta, ma allo stesso tempo, per incoraggiare la fazione pompeiana, sostenne che Cesare fosse stato severamente ferito nella battaglia. Da Dyrrhachium riparò con Lucio Afranio prima a Corcira e poi a Cirene in Africa per incontrarsi con Catone, ma questi si rifiutò d'incontrarlo. 
Alla fine riuscì a riunirsi con i resti dell'esercito pompeiano in Africa; qui Scipione e Catone, due dei maggiori comandanti rimasti della parte pompeiana, avevano costituito un nuovo esercito e riorganizzato la resistenza repubblicana. 
A Labieno fu affidato il comando di un'armata nei pressi di Ruspina e riportò una prima vittoria contro lo stesso Cesare presso la stessa città nel 46 a.C., questa non fu decisiva in quanto, dopo che lo stesso cavallo di Labieno era stato colpito, facendolo cadere a terra, Petreio convinse i suoi a non continuare la battaglia per non togliere l’onore della guerra al capo dell’esercito Scipione. Secondo Appiano, che riporta questo episodio, come esempio della fortuna di Cesare, quando, essendo i nemici ormai vincitori, gli stessi decisero di non portare a termine la battaglia. Alla fine comunque i pompeiani dovettero ritirarsi. Poco dopo Labieno unì le proprie forze con quelle di Scipione, sotto il quale servì come legato per il resto della campagna africana. Fu sconfitto tre mesi dopo nella battaglia di Tapso e nuovamente costretto a fuggire, rifugiandosi presso Gneo Pompeo il Giovane in Spagna.
Successivamente, nella battaglia di Munda, mentre l’esito dello scontro era incerto, alcune fonti attribuiscono l’esito infausto ai pompeiani agli ordini di Labieno che, per bloccare un tentativo di aggiramento nemico che era arrivato alle spalle fino all’accampamento pompeiano, inviò la cavalleria verso quel settore del campo di battaglia. Tale movimento venne interpretato dai legionari pompeiani come una fuga e costituì quindi l’iniziò della disfatta dell’esercito repubblicano. Morì combattendo durante la battaglia di Munda il 17 marzo del 45 a.C.; secondo Appiano la sua testa mozzata fu portata a Cesare che, “esperto gestore dell’altrui morte, gli riservò stupende esequie”.
Infine, Laura Cappelletti ha ipotizzato che il padre sia stato inserito nelle liste di proscrizione del 43 e che sia quel Labieno citato da Appiano nel Bellum civilis che, avendo catturato e ucciso molti proscritti da Silla, aveva ritenuto onorevole non fuggire, ma aspettare seduto davanti a casa i sicari che lo avrebbero dovuto giustiziare in quanto inserito nelle liste di proscrizione del 43 a.C.

## Gens
Lo studioso veneziano Paolo Manuzio nel suo Antiquitatum Romanarum Liber de Legibus si fece sostenitore di una tesi per cui Labieno, non essendo mai citato con un gentilizio, sarebbe appartenuto alla Gens Atia; in conseguenza di ciò, nel corso del Rinascimento venne fatto sempre più spesso riferimento a Labieno col nome completo di Tito Azio Labieno, in latino Titus Atius Labienus. Non essendo però mai stato attestato il cognomen Labienus negli esponenti della gens Atia, si è pensato che si trattasse di un'altra famiglia.

## Nella cultura di massa
- Tito Labieno è menzionato nell'episodio 5 della stagione 2 della serie televisiva Arsenio Lupin (1973): in esso si ipotizza che Labieno abbia nascosto un favoloso tesoro in Normandia.

- Tito Labieno è l'antagonista umano ricorrente nella serie animata francese Idefix e gli Irriducibili, prequel e spin-off di Asterix: viene riportato come il governatore di Lutezia, dopo la sconfitta di Camulogeno, con l'obbiettivo di romanizzare la città; possiede una gatta di nome Monna Lisa e tenta di mantenere l'ordine grazie alle sue truppe e ad una muta di cani comandata dal pastore tedesco Archibugius.